# Ширван (Азербайджан)
Ширван (азерб. Şirvan) — місто (з 1954) в Азербайджані на Ширванській рівнині, пристань на річці Кура. До 2008 року називалося Алі-Байрамли на честь революціонера Байрамова Алі Байрам огли.↵Населення 68,7 тис. осіб (2002). Більшість складають азербайджанці (97,9 %), в місті живуть також татари, турки-месхетинці, росіяни та ін. (2,1 %).
Релігійний склад: в основному мусульмани-шиїти і мусульмани-сунніти. Мови: найбільш розповсюдженою мовою є азербайджанська. Азербайджанською говорять не тільки азербайджанці, але й більшість месхетинців, татар та ін. Освіта: існують найсучасніші школи, учні вчаться азербайджанською мовою (азербайджанські сектори, приблизно 98 %), незначна частина — російською.

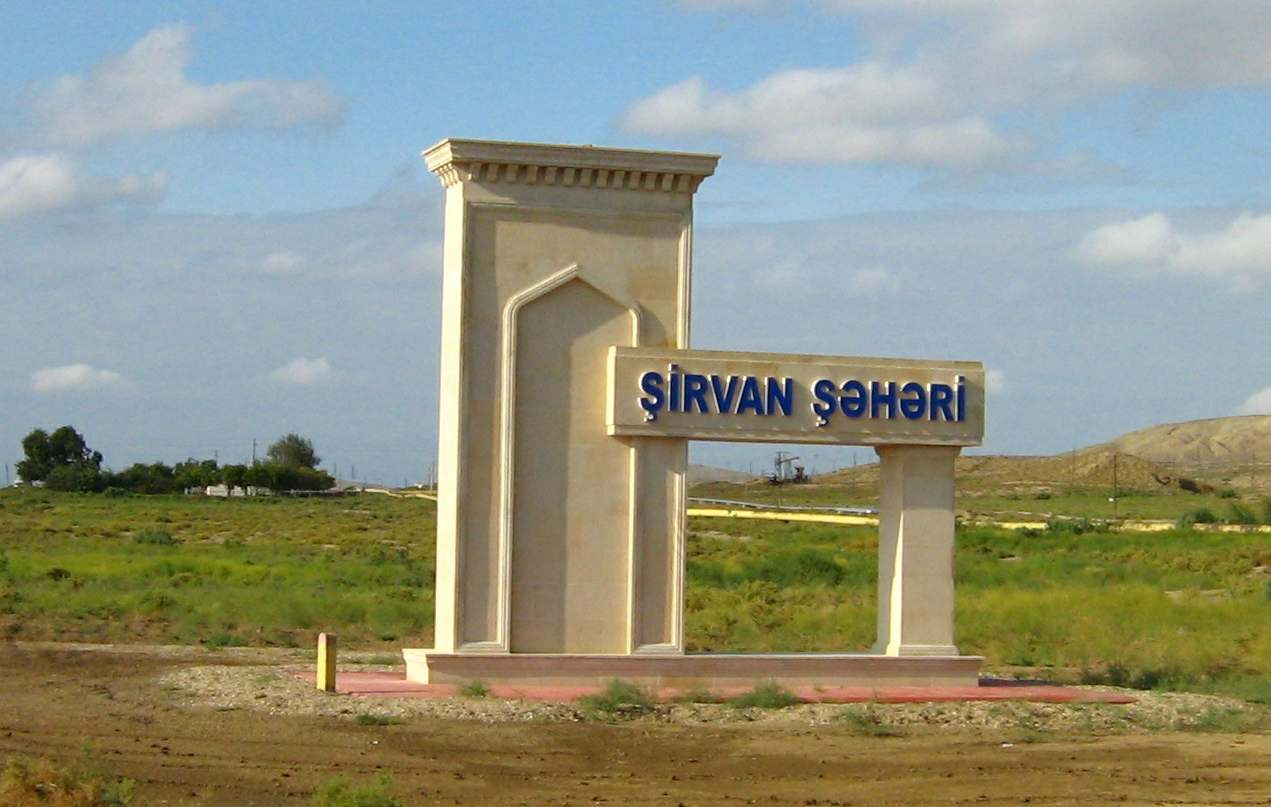
Дорожній знак при в'їзді в місто Ширван

Залізничний вузол. Підприємства машинобудівної, легкої, харчової промисловості; ГРЕС. Картинна галерея. В околицях Ширвана — видобуток нафти. Місто є нафтовим центром Ширванського регіону, який в свій час давав значну частину видобутого на суші республіки рідкого палива.
Нафтогазовидобування і паливно-енергетичний комплекс в цілому були і залишаються основою економіки міста. Як раніше, так і сьогодні близько 90 % валової продукції в місті приходиться на частку цієї галузі. Ширван своїм створенням, облаштуванням, розвитком до рівня сучасного індустріального міста зобов'язаний нафтовидобуванню. В тому, що місто займає одне з перших місць в країні за своїм інтелектуальним потенціалом, високому культурному урівню, стабільності, велика роль належить нафтовій промисловості і енергетиці.
У ранньому середньовіччі в історичній області Ширван, нафта добувалася у великій кількості, особливо на Апшеронському півострові. Про це свідчать перські джерела III–IV ст., які зазначають експорт ширванської нафти до Персії (як лікувальний засіб і світильне пальне), звідки вона розповсюджувалася в інші країни Сходу.

## Відомі уродженці
- Барієв Енвер Різаєвич — міністр з надзвичайних ситуацій Республіки Білорусь (з 2005).[3]
- Габібов Рафаель Гаджи Шарафат огли — Національний герой Азербайджану.
- Гулієв Нофал Захід огли — Національний герой Азербайджану.
- Кулешов Анатолій Нілович — міністр внутрішніх справ Республіки Білорусь (2009)[4][5].
- Шукюров Ширін Агабала огли — стрілець, Герой Радянського Союзу.

## Виноски
1. ↑  Население. Архів оригіналу за 5 березня 2012. Процитовано 21 серпня 2010.
2. ↑   [Архівовано 11 лютого 2012 у Wayback Machine.] Изменились названия двух городов Азербайджана
3. ↑  Министр по чрезвычайным ситуациям Республики Беларусь Бариев Энвер Ризаевич / БелТА. Архів оригіналу за 26 червня 2009. Процитовано 21 серпня 2010.
4. ↑  Указ аб назначэнні А. Н. Куляшова міністрам унутраных спраў Беларусі // БелТА. 2009. 2 чэрвеня.[недоступне посилання з травня 2019]
5. ↑  Министром внутренних дел Беларуси назначен Анатолий Кулешов // Open.by. 2009. 2 июня. Архів оригіналу за 28 вересня 2011. Процитовано 21 серпня 2010. [Архівовано 2011-09-28 у Wayback Machine.]